# Distrito de Weißeritz
O Distrito de Weißeritz (em alemão:  Weißeritzkreis) foi um distrito (Kreis ou Landkreis) da Alemanha localizado na região de Dresden, no estado da Saxônia. Em agosto de 2008, fundiu-se com o distrito da Suíça Saxã para formar o novo distrito da Suíça Saxã-Montes Metalíferos Orientais.